# Pilsaten
1. WEITERLEITUNG Kuren#Pilsotas / Pilsāts / Pilsaten